# Vinter-Kropptjärnen
Vinter-Kropptjärnen är en sjö i Rättviks kommun i Dalarna och ingår i Dalälvens huvudavrinningsområde.